# Karel Pekelharing
Karel  August Pekelharing (Hoorn, 6 aprile 1909 – Overveen, 10 giugno 1944) è stato un ballerino e partigiano olandese.

## Biografia
Karel Pekelharing nacque in una famiglia cattolica a Hoorn e crebbe ad Amsterdam. Rimasto orfano di madre a sette anni, studiò danza classica fin da bambino e allo scoppio della seconda guerra mondiale era ballerino dell'Het Nationale Ballet.
In seguito all'invasione dell'Olanda, Pekelharing fu ricercato dai nazisti per essere comunista e omosessuale. Si trasferì dunque a Kassel, in Germania, dove lavorò come conducente di tram e traduttore. Tornato in Olanda si rifiutò di unirsi alla Nederlandsche Kultuurkamer, il che pose fine alla sua carriera da ballerino: non essendo associato al partito nazista occupante aveva perso il diritto di esibirsi pubblicamente e poté continuare a danzare solo in eventi privati. Insieme alla resistenza olandese, Pekelharing prese parte a diverse azioni armate contro i nazisti e scrisse per la rivista clandestina De Vrije Sterren.
Fu arrestato dal Sicherheitsdienst il 6 giugno 1944 e quattro giorni più tardi fu condannato a morte e giustiziato.
Nel 2021 gli è stata dedicata una pietra d'inciampo in via Rombout Hogerbeetsstraat ad Amsterdam.